# Diana Lynn
Diana Lynn, rodným jménem Dolores Eartha Loehrová (5. července 1926, Los Angeles, Kalifornie, USA – 18. prosince 1971, New York, USA), byla americká filmová, divadelní a televizní herečka.

## Život

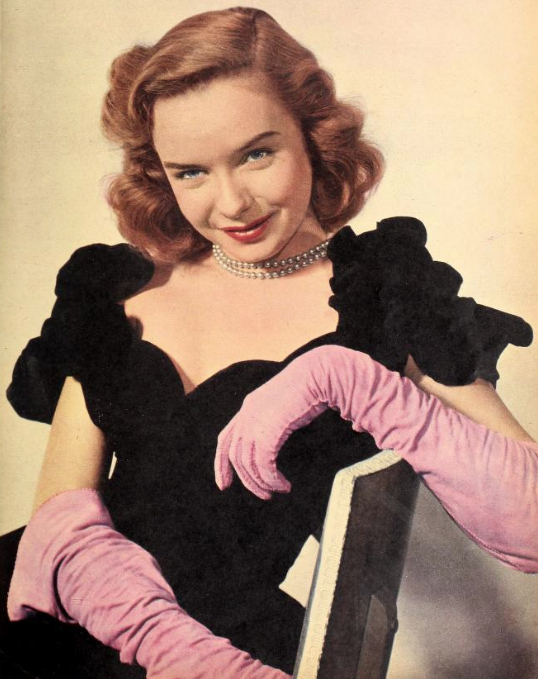
Diana Lynn v roce 1946

### Mládí a kariéra
Narodila se 5. července 1926 jako Dolores Eartha Loehrová v Los Angeles v Kalifornii. Její otec Louis Loehr pracoval jako výkonný ředitel v ropné společnosti a její matka Martha Loehrová byla koncertní pianistka. Diana, která byla už od útlého věku považována za malého génia, začala chodit na hodiny klavíru ve čtyřech letech a už ve dvanácti se stala členkou orchestru Los Angeles Junior Symphony Orchestra.
Jako klavíristka se v roce 1939 také poprvé objevila na stříbrném plátně v muzikálu They Shall Have Music, na který o dva roky později navázala romantickou komedií The Hard-Boiled Canary, kde doprovázela Susannu Fosterovou. Vedení filmové společnosti Paramount Pictures v ní také rozpoznalo velký talent a brzy ji začalo obsazovat do spousty dalších filmů, kde by mohla oslnit svými hudebními i hereckými schopnostmi. Poté, co ji nechali změnit její umělecké jméno na Diana Lynn, se objevila v další romantické komedii Zuzanka v nesnázích (1942) a její herecké výkony s Ginger Rogersovou sklidily u kritiků příznivé recenze. Tento úspěch však ještě mnohem více předčil další komediální snímek Prestona Sturgese Zázrak v Morganově Potoce (1944), který zaznamenal opravdu mimořádný úspěch. Později se objevila ve dvou filmech Henryho Aldricha a hrála spisovatelku Emily Kimbrough ve dvou filmech Our Hearts Were Young and Gay (1944) a Our Hearts Were Growing Up (1946), v obou si zahrála společně s Gail Russellovou.
Během dospívání jí začala kariéra pomalu upadat, ale trhákem My Friend Irma (1949) s debutujícími Deanem Martinem a Marií Wilsonovou na sebe opět upozornila. Snímek se dočkal i pokračování s názvem My Friend Irma Goes West (1950) a o rok později se blýskla jako dcera Spencera Tracyho ve velmi úspěšném film-noiru The People Against O'Hara. Ve své herecké kariéře pokračovala dál snímky jako Bedtime for Bonzo (1951) s Ronaldem Reaganem, Plunder of the Sun (1953) s Glennem Fordem či Meet Me at the Fair (1953) s Danem Daileym. V roce 1954 se také objevila ve svém prvním westernu Track of the Cat s Robertem Mitchumem a o rok později si zahrála v dalším žánrově velmi podobném snímku Muž z Kentucky s Burtem Lancasterem.
Během 50. let se začala na úkor filmů hojně objevovat také v televizi a s orchestrem Paula Westona vydala několik singlů. V roce 1964 účinkovala i 6 měsíců na Broadwayi, kde nahradila Barbaru Bel Geddesovou ve hře Mary, Mary.

### Osobní život a smrt
Dne 18. prosince 1948 se provdala za architekta Johna C. Lindsaye, po pěti letech manželství se však v červnu 1953 rozvedli. Jejím druhým manželem se stal v roce 1956 Mortimer Hall, syn vydavatelky deníku New York Post Dorothy Schiffové. Jejich dcera Dolly se stala filmovou producentkou a jejich další dcera Margaret se jako herečka objevila v několika filmech francouzské i americké produkce.
Před natáčením filmu Play It as It Lays Dianu postihla mrtvice, které podlehla v New Yorku 18. prosince 1971 ve věku 45 let.

## Filmografie

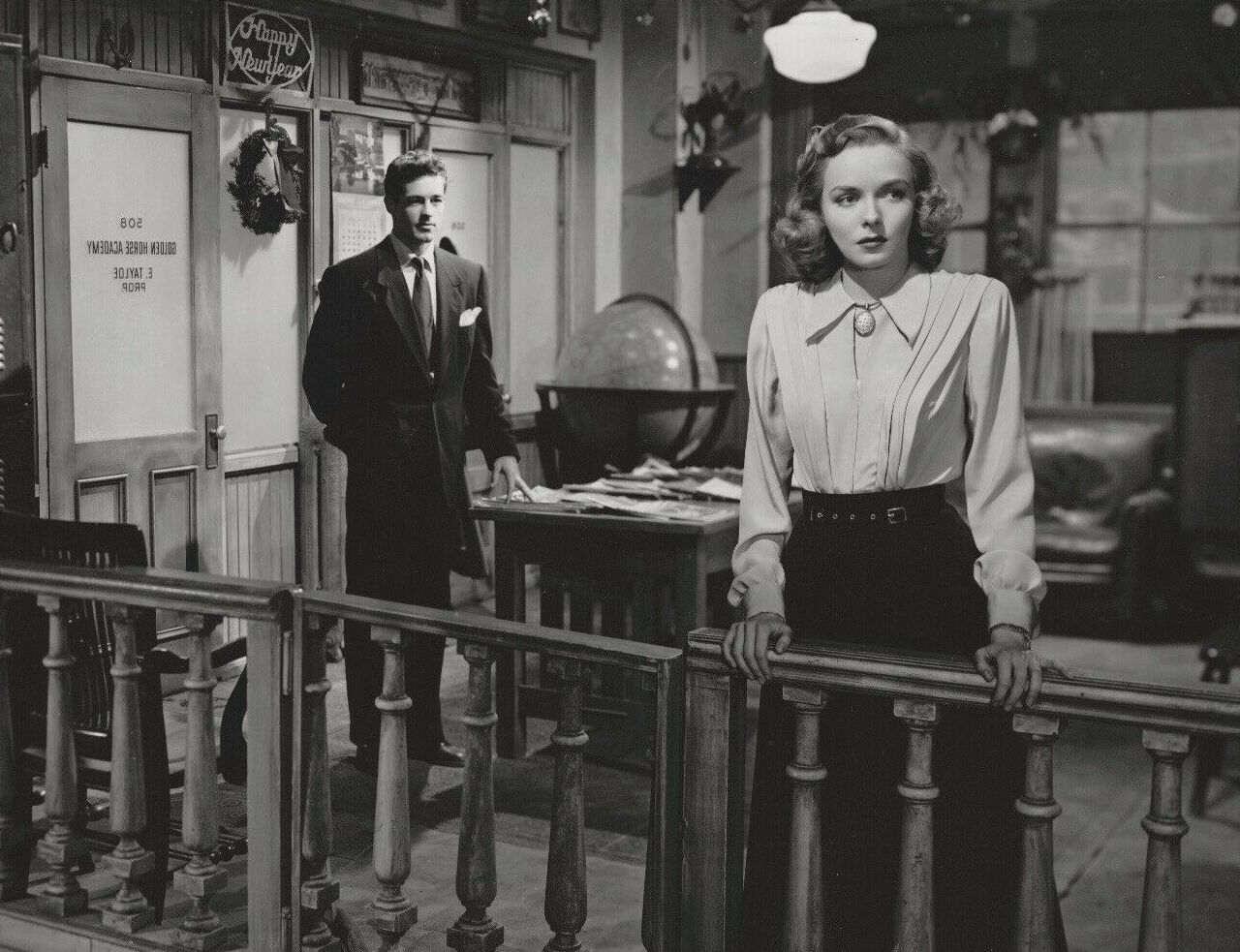
S Guyem Madisonem ve filmu Texas, Brooklyn & Heaven (1948)

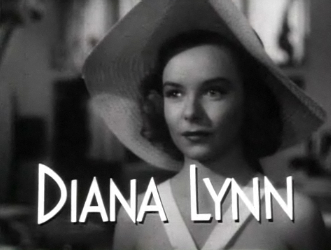
Diana Lynn ve filmu Every Girl Should Be Married (1948)

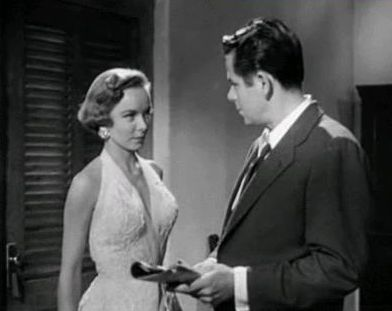
S Glennem Fordem ve filmu Plunder of the Sun (1953)

- 1939 They Shall Have Music (režie Archie Mayo)
- 1941 The Hard-Boiled Canary (režie Andrew L. Stone)
- 1942 Zuzanka v nesnázích (režie Billy Wilder)
- 1942 Star Spangled Rhythm (režie George Marshall)
- 1943 Henry Aldrich Gets Glamour (režie Hugh Bennett)
- 1944 And the Angels Sing (režie George Marshall)
- 1944 Zázrak v Morganově Potoce (režie Preston Sturges)
- 1944 Henry Aldrich Plays Cupid (režie Hugh Bennett)
- 1944 Our Hearts Were Young and Gay (režie Lewis Allen)
- 1945 Out of This World (režie Hal Walker)
- 1945 Duffy's Tavern (režie Hal Walker)
- 1946 The Bride Wore Boots (režie Irving Pichel)
- 1946 Our Hearts Were Growing Up (režie William D. Russell)
- 1947 Easy Come, Easy Go (režie John Farrow)
- 1947 Variety Girl (režie George Marshall)
- 1948 Ruthless (režie Edgar G. Ulmer)
- 1948 Texas, Brooklyn and Heaven (režie William Castle)
- 1948 Every Girl Should Be Married (režie Don Hartman)
- 1949 My Friend Irma (režie George Marshall)
- 1950 Paid in Full (režie William Dieterle)
- 1950 Rogues of Sherwood Forest (režie Gordon Douglas)
- 1950 My Friend Irma Goes West (režie Hal Walker)
- 1950 Peggy (režie Frederick De Cordova)
- 1951 Bedtime for Bonzo (režie Frederick De Cordova)
- 1951 The People Against O'Hara (režie John Sturges)
- 1953 Meet Me at the Fair (režie Douglas Sirk)
- 1953 Plunder of the Sun (režie John Farrow)
- 1954 Track of the Cat (režie William A. Wellman)
- 1955 An Annapolis Story (režie Don Siegel)
- 1955 You're Never Too Young (režie Norman Taurog)
- 1955 Muž z Kentucky (režie Burt Lancaster)

### TV filmy
- 1953 World by the Tail
- 1959 The Philadelphia Story (režie Fielder Cook)
- 1964 Low Man on a Totem Pole (režie John Newland)
- 1970 Company of Killers (režie Jerry Thorpe)

### Krátkometrážní
- 1945 Hollywood Victory Caravan (režie William D. Russell)
- 1952 Hollywood Fun Festival (režie Ralph Staub)

### Seriály
- 1950 The Silver Theatre (2 epizody, režie Frank Telford)
- 1950–1951 The Bigelow Theatre (2 epizody, režie Frank Telford)
- 1950–1956 Lux Video Theatre (6 epizod)
- 1951–1956 Schlitz Playhouse of Stars (6 epizod)
- 1952 Betty Crocker Star Matinee (1 epizoda, režie Clare Kummer)
- 1952 Crime Photographer (1 epizoda, režie Sidney Lumet)
- 1952–1954 The Ford Television Theatre (2 epizody, režie Jason Lindsey a James Neilson)
- 1953 Hollywood Opening Night (1 epizoda, režie William Corrigan)
- 1953 General Electric Theater (1 epizoda, režie Robert Stevenson)
- 1953 You Are There (1 epizoda, režie Sidney Lumet)
- 1953 Robert Montgomery Presents (2 epizody, režie Norman Felton)
- 1954 Medallion Theatre (1 epizoda)
- 1954–1961 The United States Steel Hour (5 epizod)
- 1955 The Red Skelton Show (1 epizoda, režie Jack Donohue)
- 1955 Stage 7 (1 epizoda, režie Peter Godfrey)
- 1955 The Best of Broadway (1 epizoda, režie Sidney Lumet)
- 1955 Letter to Loretta (1 epizoda, režie Harry Keller)
- 1955 The Alcoa Hour (1 epizoda)
- 1955–1957 Climax! (5 epizod)
- 1956 Front Row Center (1 epizoda, režie Ralph Nelson)
- 1956 Matinee Theater (2 epizody)
- 1956 On Trial (1 epizoda)
- 1956 Chevron Hall of Stars (1 epizoda, režie Laslo Benedek)
- 1956–1959 Playhouse 90 (5 epizod)
- 1957 The DuPont Show of the Month (1 epizoda, režie Ralph Nelson)
- 1959 Lux Playhouse (1 epizoda, režie Frank Arrigo)
- 1959 Adventures in Paradise (1 epizoda, režie Robert Aldrich)
- 1960 The Chevy Mystery Show (1 epizoda)
- 1961 Checkmate (2 epizody, režie Tom Gries a Paul Stewart)
- 1961 The Investigators (1 epizoda, režie Joseph H. Lewis)
- 1962 Bus Stop (1 epizoda, režie Richard L. Bare)
- 1964 The Nurses (1 epizoda, režie Alex Segal)
- 1964 Burke's Law (2 epizody, režie Gene Nelson a Byron Paul)
- 1965 The Virginian (1 epizoda, režie John Florea)